# Carlos Miguel Prieto
Carlos Miguel Prieto (n. Ciudad de México, México, 14 de noviembre de 1965) es un director y violinista mexicano. Actualmente es director titular de la Orquesta Sinfónica de Minería de la UNAM y director artístico de la Orquesta Juvenil de las  Américas (YOA). Fue director titular de la Orquesta Sinfónica Nacional, de México hasta el año 2022. Es hijo del violonchelista mexicano Carlos Prieto.

## Biografía
Inició su contacto con la música a los cinco años de edad, estudiando el violín en la Ciudad de México con Vladimir Vulfmann. Hizo sus estudios de dirección orquestal con Jorge Mester, Enrique Diemecke, Charles Bruck y Michael Jinbo, así como en los cursos de la Escuela Pierre Monteux, en Tanglewood y en Le Domaine Forget. Es graduado en ingeniería por la Universidad de Princeton, donde fue concertino de la orquesta, y obtuvo una maestría en administración de empresas en la Universidad de Harvard.

## Trayectoria

### Violinista
Como violinista, participó en los festivales de Tanglewood, Aspen, Interlochen, San Miguel de Allende y el Festival Internacional Cervantino. También es violinista del Cuarteto Prieto, una tradición musical que se ha mantenido a lo largo de cuatro generaciones. El Cuarteto Prieto está formado actualmente por Carlos Miguel y su padre, el violonchelista Carlos Prieto; su tío Juan Luis Prieto en la viola y Juan Luis Jr. en el otro violín.

### Director
Hizo su debut en 1996 al frente de la Orquesta Sinfónica de Aguascalientes, y al año siguiente dirigió por primera vez a la Orquesta Sinfónica Nacional. Con esta misma orquesta, se presentó como violinista solista bajo la batuta de Enrique Diemecke. Ha dirigido en Alemania, Holanda, Bélgica, Francia, Italia, Rusia, España, Portugal, Israel, Japón, Corea y en toda América Latina. Entre las orquestas con las que ha sido director huésped se encuentran las de Boston, Chicago, Cleveland, Nueva York, Toronto, Seattle, Dallas, Houston, New Jersey, Portland, Vancouver, Calgary, Quebec, Indianápolis, Memphis, Carolina del Norte, y Phoenix.
Carlos Miguel Prieto ha sido invitado por la Orquesta Sinfónica de Chicago, con la que ha dirigido conciertos de temporada, así como también en el Festival de Ravinia en 2013. De igual manera, ha sido huésped del Concertgebouw de Ámsterdam en varias ocasiones. Otras orquestas que lo han invitado son la Orquesta Sinfónica de la Radio de Frankfurt (en la Alte Oper), la Orquesta Sinfónica de Radio Televisión Española y la Orquesta de Valencia.
Carlos Miguel Prieto fue fundador del Festival Mozart-Haydn que se llevó a cabo en la Ciudad de México de 1999 a 2006. Entre los numerosos solistas de prestigio que han actuado bajo su batuta están Yo-Yo Ma, Itzhak Perlman, Midori Gotō, Joshua Bell, Plácido Domingo y Lang Lang.
Entre 1998 y 2001, Carlos Miguel Prieto fue director asistente de la Orquesta Sinfónica de San Antonio, y de 2000 a 2002, director asociado de la Orquesta Filarmónica de la Ciudad de México. De 2003 a 2006, fue director asociado de la Orquesta Sinfónica de Houston y en el 2002 fue nombrado director titular de la Orquesta Sinfónica de Xalapa, donde permaneció hasta 2007. En el 2005, fue designado director principal de la YOA (Orquesta Juvenil de las Américas), y de 2011 a la fecha, es su director artístico. Con esta orquesta se ha presentado en los escenarios tales como el Teatro Colón de Buenos Aires, el Carnegie Hall (con Joshua Bell como solista), y las salas más importantes de Brasil, Chile, Costa Rica, Colombia, Venezuela, Canadá y México. En el período 2003-2011 estuvo al frente de la Orquesta Sinfónica de Huntsville como director titular.
Desde 2005, es director artístico de la Orquesta Filarmónica de Luisiana. En el 2006 fue nombrado director musical de la Orquesta Sinfónica de Minería, con sede en la Ciudad de México.
En septiembre de 2007 fue nombrado Director titular de la Orquesta Sinfónica Nacional, con la cual realizó una gira de conciertos a inicios de 2008 en los países Europeos: Holanda, Bélgica, Francia y Alemania.

## Discografía
Su grabación de tres obras de Erich Wolfgang Korngold con la Orquesta Sinfónica de Minería y con el violinista Philippe Quint para el sello Naxos mereció una nominación al Grammy en el 2010. Para el sello mexicano Urtext, ha grabado seis discos; uno, con conciertos para violonchelo de Mozart Camargo Guarnieri, Federico Ibarra y Carlos Chávez; otro, con obras para violonchelo y orquesta de Eugenio Toussaint, Arturo Márquez y Roberto Sierra; el tercero, con conciertos de Dmitri Shostakovich, John Kinsella y Celso Garrido-Lecca. En estos tres discos, el violonchelista es su padre, Carlos Prieto.
El cuarto disco, grabado con la Orquesta Sinfónica de Xalapa, contiene arreglos orquestales de música popular mexicana. Los otros dos discos contienen diez obras orquestales de Silvestre Revueltas. La Orquesta Sinfónica de Minería ha producido, de manera privada, una amplia serie de discos compactos que registran un buen número de obras dirigidas por Carlos Miguel Prieto en distintas temporadas. De igual manera, el Festival Mozart Haydn produjo una serie de discos compactos con grabaciones de algunos de los conciertos dirigidos por Carlos Miguel Prieto.
El Festival del Centro Histórico de la Ciudad de México produjo un disco con las grabaciones de Carlos Miguel Prieto (al frente de la Orquesta Filarmónica de la Ciudad de México) de las ejecuciones de estreno de seis obras de jóvenes compositores mexicanos: Alexis Aranda, Leticia Cuen, Marcelo Gaete, Gabriel Pareyón, Israel Sánchez y Horacio Uribe. Vuelve a colaborar con Philippe Quint en la grabación de un disco para el sello Avanti, con los conciertos de Mendelssohn y Bruch, y las romanzas de Beethoven.

## Premios y reconocimientos
- 1998 - Medalla Mozart al mérito musical otorgada por la Academia Medalla Mozart.[14]
- 2002 - Director del año por la Unión Mexicana de Cronistas de Teatro y Música.[15]
- 2006 - Reconocimiento como Líder Mundial por el Foro Económico Mundial.[16]
- 2011 - Orden de Orange-Nassau (grado de Oficial) otorgado por el gobierno Neerlandés.[17]